# Steane
Steane är en by i civil parish Farthinghoe, i distriktet West Northamptonshire, i grevskapet Northamptonshire, i England. Byn är belägen 4 km från Brackley. Steane var en civil parish fram till 1935 när den blev en del av Farthinghoe. Civil parish hade 60 invånare år 1931. Byn nämndes i Domedagsboken (Domesday Book) år 1086, och kallades då Stane.